# Li (ethnie)
Pour les articles homonymes, voir Li.

L'île de Hainan où vivent les Li

Les Li (黎 pinyin Lì) (Hlai) sont l'une des 56 minorités ethniques vivant en Chine aux côtés des Han (ethnie dominante). Ils étaient un peu plus de 1,2 million à la fin du XXe siècle.

## Répartition géographique
La majorité des Li vivent au large de la côte sud de la Chine sur l'île-province de Hainan, où ils sont les indigènes les plus nombreux.

## Histoire
Pendant la dynastie Sui ils étaient désignés par le nom Liliao, et à présent ils se nomment eux-mêmes les Sai.
Ils sont tenus en haute estime par le gouvernement de Pékin, parce qu'ils ont combattu au côté du Parti communiste chinois contre la domination  du Kuomintang pendant la révolution chinoise.

## Culture

### Tissage

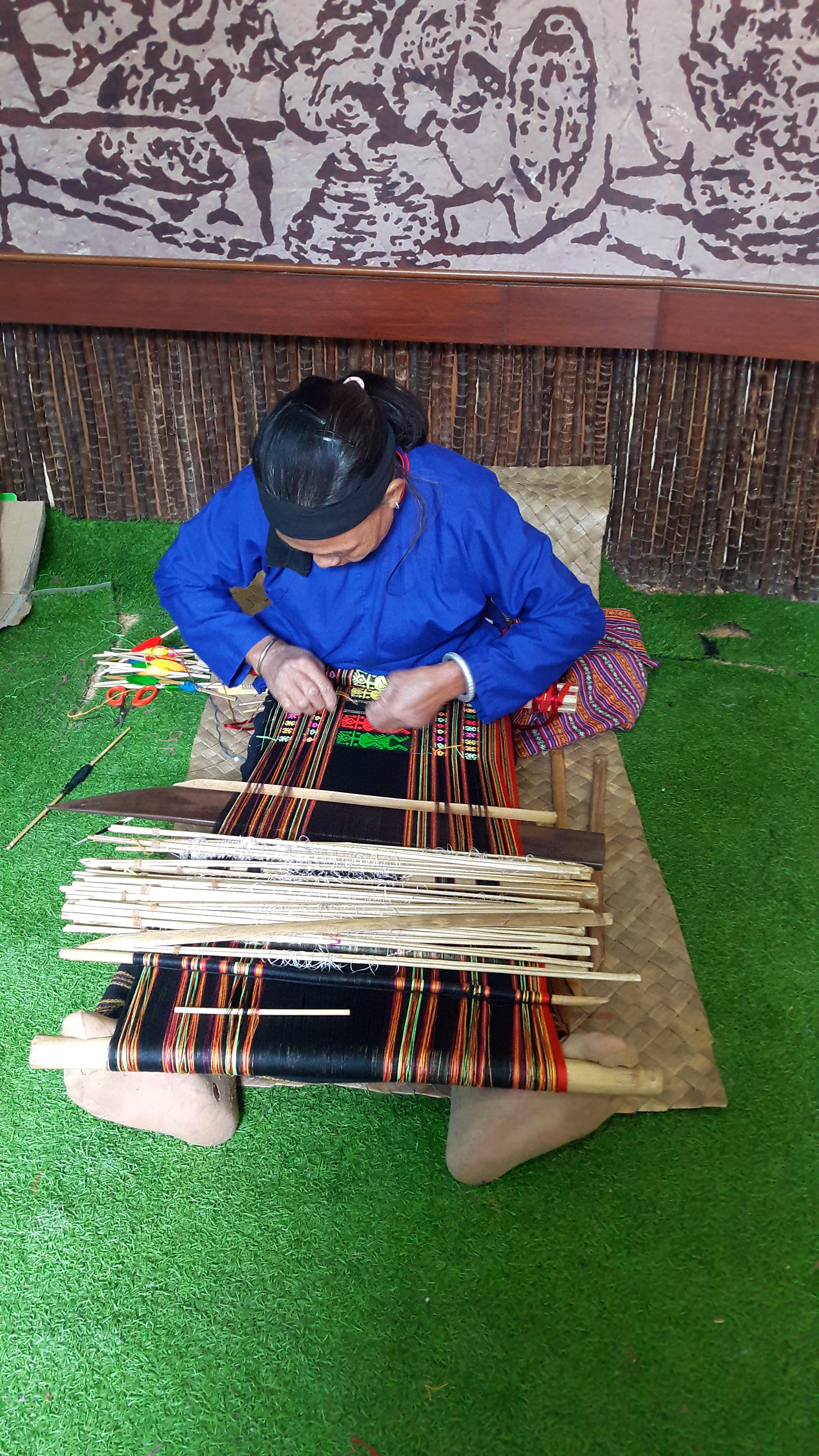
technique de tissage Li

L'art du tissage est une partie importante de la culture Li. Le textile traditionnel des Li est classé au patrimoine mondial de l'UNESCO sur la liste du patrimoine immatériel nécessitant une sauvegarde urgente. Des musées ont été ouverts à Hainan pour la conservation de cet art et des tisserandes y sont payées pour pratiquer, conserver et transmettre cet art.
Des motifs géométriques sur les tissus représentent leurs divinités, que l'on retrouve également sur les habitations.

### Langue
Les Li ont leur propre langue, classée dans la famille des langues tai-kadai avec des emprunts au sino-tibétain. La langue li n'avait pas de système d'écriture avant les années 1950, durant lesquelles ils adoptèrent l'alphabet latin. La majorité d'entre eux peuvent comprendre ou parler le Mandarin.
Il existe cinq principaux groupes Li, classés en fonction de leur dialecte et ayant des motifs distincts sur leurs costumes traditionnels :
- Dialecte Ha (哈方言)
- Dialecte Qi (杞方言)
- Dialecte Run (润方言)
- Dialecte Sai (赛方言)
- Dialecte Meifu (美孚方言)

### Musique
Les Li jouent notamment d'un instrument à vent appelé kouxiao (zh) (口箫, kǒuxiāo, ou lilie chinois : 唎咧) et d'un autre appelé lilaluo (chinois : 利拉罗 ; pinyin : lìlāluó).

### Fêtes
- La fête Li du 3e jour du 3e mois, variante Li de la fête de Shangsi.